# Fausto Guedes Teixeira
Fausto Guedes Teixeira (Lamego, 11 de Outubro de 1871 – Lamego, 13 de Julho de 1940) foi um poeta lamecense, de um grande idealismo, que se distinguiu pela sua lírica lúgubre, contemplativa e melancólica, ficando conhecido pelo Musset português. Estudou Direito na Universidade de Coimbra onde conviveu com a geração dos poetas simbolistas da época. Republicano, viveu algum tempo no Brasil. Poeta idealista e eclético, com uma produção que apresenta laivos de neo-romantismo e de simbolismo, tomou como tema principal o amor, tendo também cantado em prol das nações oprimidas e em louvor das circunstâncias políticas que lhe pareciam dignas de homenagem e às quais sinceramente tributou o seu entusiasmo. Apesar de muito elogiada, na harmonia das suas composições há por vezes abuso de liberdades poéticas, mas o conjunto da sua produção poética tem granjeado continuado aplauso. Estreou-se com a obra Náufragos (1892), contando entre as suas produções mais relevantes Carta a um Poeta (1899) e Sonetos de Amor (1922). Foi publicada postumamente uma edição definitiva das obras completas, em dois tomos, com o título de O Meu Livro (1941). O poeta e publicista João de Barros definiu-o nestes termos: Fausto Guedes é um poeta de sempre. Forneceu numerosas coplas a Augusto Hilário, um dos grandes cultores do fado de Coimbra.

## Biografia
Fausto Guedes Teixeira nasceu em Lamego, numa casa situada na Praça do Comércio, no seio de uma família aristocrata, filho de José Augusto Guedes Teixeira, o 1.º visconde de Guedes Teixeira, e de sua mulher Leopoldina de Queirós Guedes.
Estudou Direito na Universidade de Coimbra, convivendo ali com muitos dos intelectuais portugueses mais relevantes do tempo e com outros estudantes que também se notabilizaram na poesia. Já nessa época os dotes de Fausto Guedes provocaram duradoura admiração que o acompanharia ao longo da vida. Entre os seus companheiros e admiradores daquele tempo contam-se Augusto Gil, Afonso Lopes Vieira, Teixeira de Pascoaes e João Lúcio.
Ainda em Coimbra, fez parte do grupo de poetastros Os Polainudos, a que pertenciam, entre outros, Eugénio de Castro, Armando Navarro, Henrique de Vasconcelos, Agostinho de Campos, Alberto de Oliveira, Mendes dos Remédios e Alberto Osório de Castro. O grupo organizou em Maio de 1891, no Jardim Botânico, um outeiro poético onde foi convidada de honra Amélia Janny.
Partiu para o Brasil, onde permaneceu algum tempo, e passou por Moçambique. Ao regressar a Portugal, viveu em Lisboa durante cerca de 20 anos, tendo desempenhado diversos cargos públicos e foi jornalista.
Nos seus anos finais fixou residência na sua cidade natal, onde viveu na sua Casa do Parque, onde faleceu em 1940.
O Museu de Lamego guarda o espólio pessoal da Casa do Parque, a sua residência durante os últimos vinte anos de vida, com um espólio assinalável de objectos que pertenceram a Fausto Guedes Teixeira, entregues ao Museu por disposição do próprio, em resultado da amizade que o unia ao primeiro director daquela instituição, João Amaral. Esses objectos estão em regime de exposição permanente numa sala daquela instituição.
A toponímia da cidade de Lamego inclui uma rua com o nome de Fausto Guedes Teixeira, existindo ainda um seu busto, da autoria de Costa Mota (sobrinho), no Jardim da República, em frente ao edifício da Câmara Municipal. Fausto Guedes Teixeira foi também escolhido para patrono do principal agrupamento de escolas da cidade. Também a cidades de Lisboa e de São Paulo o recordam no nome de uma das suas ruas. Em 1949 a Câmara Municipal de Lisboa homenageou o poeta dando o seu nome a uma rua junto à Avenida da Igreja, em Alvalade.
Foi realizado um filme de carácter biográfico, da autoria de Paula Pinto e Patrícia Brás, com montagem de António Meireles e Adriano Guerra, que ilustra com detalhe a vida de Fausto Guedes Teixeira, enquadrando o seu percurso literário na conjuntura social e política da época.

## Obra
Poeta lírico por excelência, ao longo da sua obra, Fausto Guedes da Silva procura dar satisfação à necessidade que sente de expressar, não a realidade das coisas, mas o modo como elas afectam a sua alma e desenvolvem o conhecimento pessoal da sua vida interior. A sua poesia, apesar de conter descrições muito íntimas, consegue, todavia, despertar sentimentos latentes na consciência, permitindo libertar o espírito: «não do sentimento, mas no sentimento».
Fausto Guedes Teixeira foi um verdadeiro poeta sentimental: os seus versos demonstram, em regra, uma necessidade interior de confissão, buscando uma evasão para o seu "eu" que sempre o tortura e angustia. Para se libertar, cria e canta a sua dor abertamente aos outros. Na sua obra poética, debruçou-se sobre as suas próprias angústias e, sobretudo, sobre a dor que é gerada pelo amor.
A sua poesia insere-se, de forma mais ou menos acentuada, na corrente estética do neo-romantismo. Nela, a figura feminina possui uma presença muito intensa, representando o centro da existência do poeta, levando-o a procurar ansiosamente compreendê-la e amá-la, pois sente o amor como uma atracção impetuosa e com poderes divinos. A paixão ecoa permanentemente na sua alma, já que «a alma tem que estar sobressaltada / Para o nosso barro sentir; viver», como ele próprio, no seu poema Amar ou Odiar, afirma:
| “ | Amar ou odiar Ou tudo ou nada O meio termo é que não pode ser A alma tem de estar sobressaltada Para o nosso barro sentir; viver Não é uma Cruz que não se queira pesada Metade de um prazer, não é um prazer! E quem quiser a vida sossegada Fuja da vida e deixe-se morrer! Vive-se tanto mais quanto se sente Todo o valor está no que sofremos Amemos muito como odiamos já! A verdade está sempre nos extremos Pois é no sentimento que ela está. | ” |

Fausto Guedes Teixeira foi um espírito eclético, sendo simultaneamente um neo-romântico e um simbolista, mas apresentando também laivos de naturalista, decadentista e panteísta. Na sua poesia julga encontrar na Natureza a panteízação das ideias e princípios mais puros da humanidade. Esse sentimento panteísta, que dominava muitos dos poetas do seu tempo, era nele não uma atitude meramente poética, mas uma vivência absoluta, que se foi entranhando na alma e que resulta da familiaridade telúrica que o seu idealismo, muito mais religioso que pagão, inventa e sentimentaliza.
A poesia de Fausto Guedes Teixeira apresenta um cunho muito pessoal, sendo temperada pela paixão, pela melancolia, pelo desespero e pelo sofrimento que lhe atormentava a alma. Foi um homem que, como ele próprio confessa, nasceu poeta: «É na vida que eu sou poeta e não nos versos». Na sua obra, e na ideologia que a subjaz, foi grande pelo culto da pátria, da amizade, do amor e pela sua fé católica, granjeando o respeito dos seus leitores pela nobreza da sua alma e da sua poesia. Apesar de não ter conseguido transpor os limites da sua época, conseguiu exprimir poeticamente a sua dor, quando nada encontrava já na realidade a que pudesse agarrar-se, depois de a vida lhe ter causado tão profundas decepções.
Foi uma das presenças mais importantes no corpo de contribuidores para o magazine literário de Viseu, intitulado a Ave Azul (1899-1900). Também colaborou na Revista nova  (1901-1902), de Lisboa, e em muitos outros periódicos literários, nomeadamente nas revistas Branco e Negro (1896-1898), Atlantida (1915-1920), Contemporânea (1915-1926) e na Revista de turismo  iniciada em 1916.